# 256796 Almanzor
256796 Almanzor è un asteroide della fascia principale. Scoperto nel 2008, presenta un'orbita caratterizzata da un semiasse maggiore pari a 2,5196564 UA e da un'eccentricità di 0,1285513, inclinata di 12,08897° rispetto all'eclittica.